# Atomaroides ussurica
Atomaroides ussurica là một loài bọ cánh cứng trong họ Cryptophagidae. Loài này được Ljubarsky miêu tả khoa học năm 1987.